# Самі (Кефалонія)
Са́мі (грец. Σάμη, Sámi) — містечко у Греції, у периферії Іонічні острови, номі Кефалінія. Розташоване у північно-східній частині острова Кефалонія, одному з Іонічних островів, на березі Кефалонійської протоки. Складова громади Самі. Найвища точка — 10 м над рівнем моря. Згідно з повідомленням Фукідіда було одним із 4 полісів острова, що існували з V ст. до н.е.. Згадується в «Іліаді» й «Одіссеї». 187 до н. е. захоплене римлянами, але внаслідок антиримського повстання зруйноване. За правління імператора Констанція II (337 — 361) святі Лев, Теодор і Григоій заснували біля Самі монастир  Агіон-Фанентон, який згадується у протоколі Кефалінійської діоцезії Католицької церкви в 1264 році. Площа — 129,326 км². Населення містечка — 1025 осіб, колишнього муніципалітету — 2341 особа (2011).

## Назва
- Са́мі (грец. Σάμη, Sámi) — сучасна грецька назва.
- Са́ме (дав.-гр. Σάμη, Sáme) — антична грецька назва.
- Сама (дав.-гр. Σαμαῖοι) — антична назва полісу у Фукідіда[4].
- Самос, або Зам (дав.-гр. Σάμος) — антична назва; Гомер називає Самосом власне острів Кефалонію[5][6].

## Географія

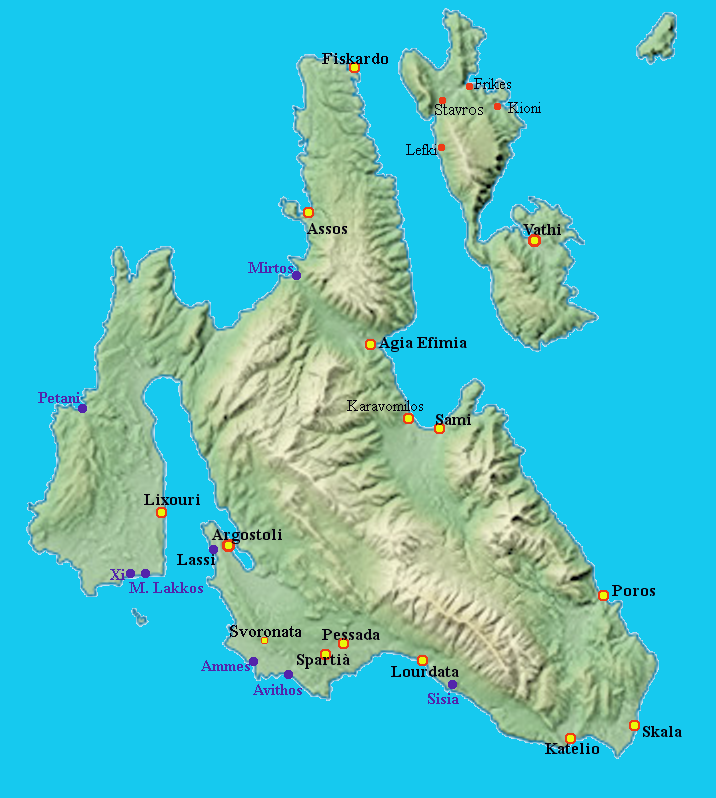
Кефалонія
Самі (містечко, 2019)
Самі (громада, 2019)

## Населення
- 1991: 934[7]
- 2001: 1079[7]
- 2011:  1025[8]

## У поп-культурі

### Відеоігри
- Assassin's Creed Odyssey (2018)